# Tsushimamire
Le Tsushimamire (つしまみれ, TSMMR) sono un gruppo femminile di Musica rock giapponese di tipo Punk. Il gruppo si è formato a Chiba nel 1999.
I temi delle loro canzoni riguardano principalmente l'amore, il cibo e il bere. I titoli e i testi delle canzoni spesso presentano giochi di parole e assonanze tra la lingua giapponese e la lingua inglese, come ad esempio la canzone Show You My Soy Sauce, che ricorda la parola giapponese shoyu (醤油 salsa di soia), la pronuncia suona in lingua anglosassone come "show you". I testi sono semplici e divertenti, le sonorità sono rock e punk.

## Origine del nome
TsuShiMaMiRe non si tratta di una vera e propria parola in lingua giapponese, ma di un neologismo coniato dalla band che combina le parole Tsushima (il cognome della bassista Yayoi), Ma (la cantante Mari Kono) e Mi (la batterista originale Mizue Masuda). Inoltre, mamire significa spalmato in giapponese, aggettivo usato per descriversi come un impasto amalgamato.

## Storia
Le TsuShiMaMiRe si sono formate nel 1999 a Chiba in ambito universitario. I membri originari erano Yayoi Tsushima (basso), Mari Kono (voce) e Mizue Masuda (batteria). Dopo l'abbandono da parte di Mizue Masuda avvenuto nel 2017, è subentrata Maiko Takagi, la quale ha abbandonato il gruppo alla fine del 2024. Presto il gruppo annuncerà il nome della prossima batterista.
Le TsuShiMaMiRe esordirono suonando dal vivo in alcuni locali della prefettura di Chiba. Pubblicarono il primo singolo demo Hamburger Set nel 1999 e il secondo intitolato Ryuuketsu Mohikan ("Maledetta cresta punk") nel 2001.
Nel 2004 hanno preso parte a tournée con altre band giapponesi (Petty Booka, Bleach, Noodles e Kokeshi Doll) negli Stati Uniti, oltre a esibirsi alla Japan Nite del festival South by Southwest. Il 25 agosto dello stesso anno, hanno pubblicato il loro primo album intitolato Pregnant Fantasy con l'etichetta Benten Label.
Nel marzo 2005 sono state nuovamente in tournée negli Stati Uniti prendendo parte al Japan Girls Nite US Tour insieme alle precedenti band oltre al noto gruppo rock The Pillows. Sebbene il breve tour avesse attraversato solo alcune città come Chicago, New York, Seattle, Boston, Los Angeles e San Francisco, questo venne accolto calorosamente e diede alla band ulteriore visibilità. L'etichetta Benten pubblicò quindi il loro primo album e i futuri album, distribuiti negli Stati Uniti attraverso l'etichetta Australian Cattle God.
Sempre nel 2005 si sono esibite all'apertura del "Suicide Girls Live Burlesque Tour", che prevedeva 35 spettacoli in circa un mese, dal 30 settembre al 5 novembre. Successivamente, si sono esibite anche sulla West Coast con altre band femminili giapponesi, ancora una volta prendendo parte al Girls Nite Tour dell'etichetta Benten.
Nel 2006 sono state invitate come ospiti musicali ad esibirsi all'Anime Central, facendo la loro prima apparizione ad una convention statunitense sugli anime. Successivamente, si sono esibite in tournée una seconda volta, con le Suicide Girls. La tournée venne interrotta poiché queste ultime avevano deciso di esibirsi all'apertura del concerto dei Guns N' Roses, quindi le TsuShiMaMiRe dovettero cambiare programma, suonando in alcuni spettacoli organizzati in fretta sulla costa occidentale.
Il 7 luglio 2007 le TsuShiMaMiRe hanno pubblicato l'album no-miso shortcake (脳みそショートケーキ , tradotto Brain Shortcake nei paesi di lingua anglosassone) con l'etichetta July Records. Rispetto ai precedenti, questo album risulta migliorato, contiene 7 brani e un video musicale animato in tecnologia Adobe Flash (molto in voga in quel momento).
Il 15 settembre 2007 si sono esibite come band di apertura del Firefox Rock Festival trasmesso in streaming da Tokyo in diretta su internet. Nel 2010 hanno pubblicato l'album Sex on the Beach che è apparso nella compilation I Love J-Rock della Good Charamel Records in Nord America. Nel novembre del medesimo anno sono state in tournée negli Stati Uniti con la band punk giapponese Peelander-Z.
Nel 2015 la band ha pubblicato Abandon Human, un album LP promosso l'anno successivo (2016) in una serie di concerti negli Stati Uniti e per la prima volta in Europa. Nel gennaio 2017 la batterista Mizue Masuda ha annunciato che avrebbe lasciato la band, dopo più di 17 anni di militanza, per perseguire altri progetti. Il loro ultimo concerto insieme ha avuto luogo a Chiba, nel locale in cui avevano iniziato a suonare nel 1999.
A Mizue Masuda è subentrata la batterista Maiko Takagi (ex BUMBUMS/Spinoza) come batterista di supporto per il Tsushimamire World Tour 2017 in Europa, poi confermata. Nell'ottobre 2017 la band ha pubblicato l'album NEW. Per breve tempo alla band si è unita anche la batterista Shigeru Toyota (ex Usotsuki Barbie), con la quale è stato registrato e pubblicato l'album Tsushimageru.
Nel 2020 la band ha pubblicato alcuni brani per la colonna sonora del videogioco Paper Beast. Nel 2023 le TsuShiMaMiRe hanno fatto il loro esordio in Italia e all'evento Magic Mountain 2023 nella Repubblica di San Marino, affiancate dal gruppo TV-FUZZ.
Nel novembre 2024, alcune settimane dopo il rientro in Giappone dal tour negli Stati Uniti che celebrava il 25simo anniversario di attività, la band ha annunciato l'abbandono da parte di Maiko Takagi, sostituita temporaneamente dalla batterista originale Mizue Masuda. Nel dicembre dello stesso anno 2024, viene pubblicato su YouTube il video di una performance live, registrata presso gli studi della radio KEXP, in cui compare pubblicamente, per l'ultima volta, la batterista Maiko Takagi.
Nel febbraio 2025 la band annuncia il nuovo album registrato durante il tour precedente: Live in Tokyo 2024 - Mizumono e l'ingresso della nuova componente Asami, la quale si aggiudica il primo posto dopo le audizioni. La band, dunque si riappropria della "MI" mancante dal giorno dell'abbandono della batterista originaria.

## Formazione
- Yayoi Tsushima - basso, cori (1999-presente)
- Mari Kono - voce, chitarra (1999-presente)
- Asami Suzuki - batteria, cori (2025-presente)
- Maiko Takagi - batteria, cori (2017-2024)
- Mizue Masuda - batteria, cori (1999-2017 e 2024)

## Discografia
- 2000 - Hamburger Set [ハンバーガーセット]
- 2002 - Maledetta cresta punk [流血モヒカン]
- 2004 - Pregnant Fantasy [創造妊娠], Benten Label
- 2005 - LOVE & PEACE & "BOU"
- 2006 - BRAIN-A-LA MODE
- 2007 - My Brain Is a Shortcake [脳みそショートケーキ], July Records
- 2008 - Tushimamire And Rock And Beer [つしまみれとロックとビアで], July Records
- 2009 - Ah, il mare. [あっ、海だ。], FryingStar Records / Victor Entertainment
- 2010 - Sex on the Beach, FryingStar Records / Victor Entertainment
- 2012 - Shocking
- 2013 - Jaguar (EP)
- 2013 - Tsushimamire [つしまみれ]
- 2014 - Tsushimamiremamire [つしまみれまみれ]
- 2015 - Umanità Abbandonata [人間放棄]
- 2017 - New
- 2019 - MamireMania20 [まみれマニア20]
- 2021 - SakeMamire [酒まみれ]
- 2022 - Live in Germany
- 2024 - Mizumono
- 2025 - Live in Tokyo - Mizumono

## Tournée
- 2004 - American Tour
- 2004 - South by Southwest Japan Nite festival
- 2005 - Japan Girls Nite United States Tour
- 2007 - Firefox Rock Festival 07
- 2010 - Stati Uniti
- 2016 - Stati uniti, Germania
- 2017 - Tsushimamire World Tour 2017 in Europe
- 2018 - We forgot to take a picture with the Eiffel Tower European Tour (Regno Unito, Francia, Belgio)
- 2019 - 20th Anniversary Tour (Giappone, agosto-settembre)
- 2019 - North America Tour (Stati Uniti, ottobre-novembre)
- 2022 - Mamire Maniacs European Tour (Germania)
- 2023 - European Tour
- 2023 - USA Tour
- 2024 - 25th Anniversary Tour (Giappone, maggio-giugno)
- 2024 - 25th Anniversary American Tour (Stati Uniti, settembre-ottobre)